# اردشیر یگانگی
اردشیر یگانگی معروف به ارباب اردشیر یگانگی، بنیانگذار نخستین کارخانه مدرن چرم‌سازی در همدان است. او در سال ۱۳۱۴ نخستین کارخانه برق هیدرولیک را که با نیروی آب کار می‌کرد، بر روی تپه عباس‌آباد همدان دایر کرد. سهامدار عمده این شرکت، که برق الوند نام داشت، مردم شهر همدان بودند.
اردشیر یگانگی نخستین کارخانه‌ٔ بستنی و آلاسکاسازی را با خرید سردخانه‌های مدرن و سایر تجهیزات مورد نیاز از شوروی، در ایران راه‌اندازی کرد. همچنین دو خیابان اصلی شهر همدان بنام ابن سینا و عباس‌آباد پس از جنگ جهانی دوم توسط او بازسازی شد.
کتابخانه یگانگی نام یکی از کتابخانه‌های قدیمی تهران است که ۶۷ سال پیش به نام او، توسط همسرش فرنگیس یگانگی، بنیان گذاشته شده‌است.

## زندگی

مراسم ازدواج‌ اردشیر یگانگی

اردشیر یگانگی در سال ۱۲۷۹ خورشیدی در شهر یزد به دنیا آمد. پدرش، بهرام و مادرش مروارید نام داشت. او دو بردار بنامهای اسفندیار و جمشید و دو خواهر بنامهای فرنگیس و مهربانو داشت.
۱۲ ساله بود که به تهران آمد و در کالج آمریکاییها مشغول به تحصیل شد و دیپلم گرفت. پس از آن به مدت سه سال نزد پدرش در شرکت یگانگان به واردات کالا از اروپا و روسیه پرداخت و در این مدت به زبانهای انگلیسی و روسی مسلط شد. پس از آن با نوآوری در صنعت حمل و نقل و خرید تعداد قابل توجهی کامیون شرکت باربری خود را تأسیس کرد ولی خیلی زود از آن انصراف داد.
در سال ۱۳۱۲ با فرنگیس شاهرخ، دختر کیخسرو شاهرخ (نمانیده وقت ایرانیان زرتشتی در مجلس شورای ملی) ازدواج کرد و آن‌ها صاحب سه فرزند به نام‌های فیروزه، پرویز و کامبیز شدند.

## بنیانگذاری کارخانه چرم همدان
در گذشته تولید چرم در همدان با توجه به وفور دام، مواد گیاهی و آب مناسب که عوامل تولید آن بودند از رونق زیادی برخوردار بود به‌طوری که چرم همدان و کالاهای چرمی ساخته شده از آن شهرت جهانی داشتند.
در سال ۱۳۱۱ اردشیر یگانگی به کمک یکی از دوستانش بنام شهریار فروردین که آموزشهای لازم را در رشته چرم سازی دیده بود، نخستین
کارخانه ماشینی و مدرن چرم سازی را در محله منوچهری همدان در زمینی به مساحت ۹۴۰۰ مترمربع تأسیس کرد. این کارخانه که با نقشه مهندسان آلمانی طراحی شده بود، دارای نوآوری‌هایی در زمینهٔ شیوه کار، پرداخت دستمزد، نحوه رفتار با کارگران، امکانات رفاهی و بهداشتی (مانند ناهارخوری، رختکن و حمام) بود که برای کارگران آن زمان تازگی داشت.
این کارخانه بوقی داشت که در پایان سحر زده می‌شد تا کارگران از نقاط مختلف شهر خود را به محل کارخانه برسانند و کار خود را آغاز کنند. در ماه‌های رمضان، بوق این کارخانه وسیله خوبی بود تا مردم از زمان افطار آگاه شوند
و هنوز بسیاری از قدیمی‌ها آن را به یاد می‌آورند.
آنچنان که آمار نشان می‌دهد، در سال ۱۳۲۹، این کارخانه ۱۵ تن پادوش گاوی، ۴۵ تن رویه و ۳۸ تن چرم سراجی تولید می‌کرده‌است و ۹۰ نفر در آن مشغول به کار بوده‌اند. پس از تأسیس این کارخانه، روند تولید چرم به روش صنعتی به تدریج در کشور گسترش یافت به گونه‌ای که تا سال ۱۳۳۷، تعداد ۲۲ کارخانه چرم احداث شد.
این کارخانه پس از تعطیلی، تحت تملک دانشکده کشاورزی دانشگاه بوعلی سینا قرار گرفت و در سال ۱۳۷۱، بخشی از ساختمان آن تبدیل به موزه تاریخ طبیعی همدان شد. این موزه مجموعه‌ای کم‌نظیر از گونه‌های حیوانی، گیاهی و سنگها را در چند سالن مختلف در خود جای داده‌است.
دفتر این کارخانه نیز در تاریخ ۱۸ اسفند ۱۳۸۷ با شماره ۲۵۱۱۳ در فهرست آثار ملی به ثبت رسید.

## جنگ جهانی دوم
در جریان جنگ جهانی دوم، به در خواست نیروهای متحدینی که در همدان حضور داشتند، پیمانکاری ساخت اردوگاه‌های آن‌ها به اردشیر یگانگی واگذار شد. او بجای دستمزد، آرد، گندم، شکر و چای دریافت می‌کرد که به علت کمبود مواد غذایی در سال‌های جنگ، این اقلام را به رایگان میان کارگران کارخانه چرم سازی همدان و برق الوند سهمیه بندی و توزیع نمود.
پس از پایان جنگ جهانی دوم و خروج نیروهای متحدین با توجه به تخریب خیابانهای همدان، به درخواست شهرداری دو خیابان اصلی شهر یعنی ابن سینا و عباس‌آباد، توسط ایشان بازسازی شدند.

## مرگ
اردشیر یگانگی در ۲ دی ۱۳۳۲ بر اثر بیماری دیابت در فرانسه درگذشت و بنا بر وصیتش در شهر نیس به خاک سپرده شد.
در تاریخ ۱۰ دی ۱۳۳۲، مجلس یادبود وی برای تسلیت به خانواده و بستگانش در آدریان تهران برگزار شد و رستم گیو که آن زمان رئیس انجمن زرتشتیان بود در مورد او سخنرانی کرد.

## کتابخانه اردشیر یگانگی

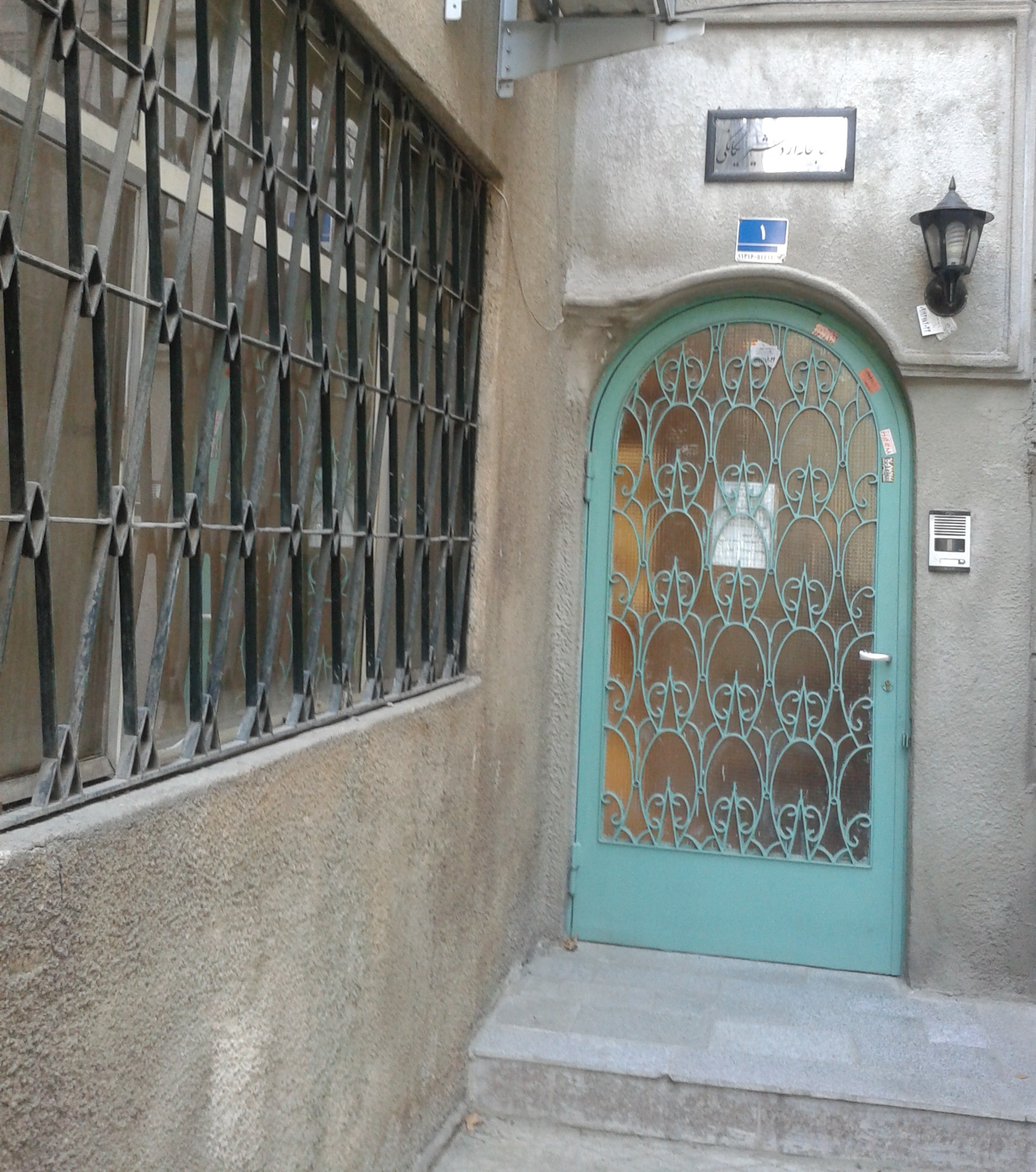
درب ورودی کتابخانه یگانگی

در سال ۱۳۳۷ یعنی پنج سال پس از فوت اردشیر یگانگی، همسرش فرنگیس، کتابخانه‌ای را با هزینه خودش برای استفاده عموم بنام کتابخانه اردشیر یگانگی بنا کرد. کتابخانه یگانگی ۲۵۰ متر مربع مساحت دارد و بر روی زمینی که متعلق به انجمن زرتشتیان تهران است، احداث و به آن انجمن واگذار شده‌است. در آغاز این کتابخانه محل انجمن فرهنگ ایران باستان نیز بود.
این کتابخانه، علاوه بر کتابهای دست‌نویس خطی و نشریات جامعه زرتشتی، بیش از ۱۴ هزار جلد کتاب دارد و یکی از مراجع تخصصی برای پژوهشگران دین زرتشتی است و منبع خوبی برای فعالیت‌های تحقیقاتی و پژوهشی محسوب می‌شود، بسیاری از نویسندگان مشهور ایرانی و غربی مانند ابراهیم پورداوود و مری بویس، طی سالیان متمادی از این کتابخانه بازدید داشته‌اند و آثار خود را به آن اهدا کرده‌اند.
برخی از این کتابها به دلیل قدمت و محتوا بسیار ارزشمند بوده و نسخه دیگر آن‌ها بعد از کتابخانه یگانگی ممکن است در کتابخانه مجلس یافت شود.
کتابخانه یگانگی پس از یک دوره بازسازی ۲ ساله، در سال ۱۳۸۶ به سرپرستی نوشین فرامرزیان بازگشایی شد. در مراسم بازگشایی علاوه بر شخصیتهای فرهنگی و اعضای هیئت مدیره انجمن زرتشتیان ،کامبیز یگانگی، فرزند اردشیر یگانگی که بخشی از هزینه‌های بازسازی کتابخانه را تقبل کرده بود، نیز در این مراسم حضور داشت و اهداف و باورهای مادرش را از بنیان‌گذاری این کتابخانه بیان کرد.
ساختمان این کتابخانه پس از بازسازی کامل، دارای امکاناتی چون سیستمهای امنیتی، کتابخانه دیجیتالی، قفسه بندی‌های استاندارد، محل مخصوص نگهداری کتابهای موزه‌ای و نرم‌افزار تحقیقاتی و کتابداری شد.
اتاق مرمت این کتابخانه، نخستین مرکز مرمت تخصصی آثار نوشتاری زرتشتیان ایران و پنجمین مرکز ترمیم کتابهای قدیمی و دستنویس در ایران است.

## همایش سپاس داری از اندیشه‌های تأثیر گذار
در تاریخ ۶ اسفند ۱۳۸۹، همایشی با عنوان سپاسداری از اندیشه‌های تأثیرگذار زرتشتی در جشنگاه خسروی با کوشش گروه پویندگان اشا برگزار شد. این همایش که به منظور قدردانی از کیخسرو شاهرخ، فرنگیس یگانگی، اسفندیار یگانگی و اردشیر یگانگی برگزار شد دارای بخش‌های متنوعی بود و در آن تموچین شاهرخ و کامبیز یگانگی به عنوان نوه‌های کیخسرو شاهرخ حضور داشتند و در مورد خانواده یگانگی و تأثیرگذاری کیخسرو شاهرخ گفتگو کردند.